# 小樽フィルムコミッション
小樽フィルムコミッション（おたるフィルムコミッション、英語：Otaru Film Commission）は、北海道小樽市に所在し、映画、テレビドラマ、映像作品のロケを誘致・協力するフィルム・コミッション団体。

## 概要
北海道小樽市所在のフィルム・コミッション団体。小樽市およびその近郊において撮影される映画、テレビドラマをはじめとする各種映像作品を誘致・協力する目的として、小樽市、小樽観光協会、小樽商工会議所、小樽青年会議所などが母体となり2003年（平成15年）に設立された。

## 支援内容
撮影協力・支援内容
- 撮影の内容に応じたロケ情報の提供。
- シナハン、ロケハンの協力。
- 宿泊先、お弁当屋などの紹介。
- 撮影を希望する施設への照会、仲介、撮影申請手続きの協力。
- エキストラの派遣の協力。
- セリフのあるエキストラについては地元劇団の紹介。
- 撮影内容に応じて、プロのロケーションコーディネーターの紹介。
- 撮影内容に応じて、小樽近郊のフィルムコミッションや自治体と連携し、撮影を支援。

## 事務局
- 北海道小樽市花園2丁目12番1号　小樽フィルムコミッション（小樽市役所・観光振興室内）

## 主な構成団体
- 小樽市
- 小樽観光協会
- 小樽商工会議所
- 小樽青年会議所

など